# STS-129
STS-129 (ISS-ULF3) e сто и двадесет и деветата мисия на НАСА по програмата Спейс шатъл, тридесет и първи полет на совалката Атлантис, полет ULF3 и 31-ви полет на совалка към Международната космическа станция (МКС).

## Екипаж

### При старта
| Пост                    | Астронавт                              |
| ----------------------- | -------------------------------------- |
| Командир                | Чарлс Хобо трети космически полет      |
| Пилот                   | Бари Уилмор първи космически полет     |
| Специалист на мисията 1 | Леланд Мелвин втори космически полет   |
| Специалист на мисията 2 | Рандолф Брезник първи космически полет |
| Специалист на мисията 3 | Майкъл Форман втори космически полет   |
| Специалист на мисията 4 | Робърт Сетчър втори космически полет   |

### При кацането
Екипажът на совалката плюс вторият бординженер от първия етап на Експедиция 21 на МКС
| Пост          | Астронавт                         |
| ------------- | --------------------------------- |
| Бординженер 2 | Никол Стот втори космически полет |

## Полетът
Основната цел на мисия STS-129 е доставка в орбита на резервни части до Международната космическа станция. Това е необходимо за осигуряване на нейната дългосрочна работа предвид предстоящото прекратяване полетите на совалките, а тези части заради габаритите си е невъзможно да се превозват с друг космически краб. За този пръв от тези т.нар. заключителни полети са предвидени за полезен товар:
- Транспортно-складов палет Експрес (от англ.: ExPRESS Logistics Carrier (ELC)) -1 и -2;
- два жироскопа за ориентация на станцията;
- кислороден резервоар за високо налягане за модула „Куест“;
- резервоари с азот и амоняк и помпа за охлаждащата система на станцията и др.

Общата маса на доставените товари на станцията е около 14 тона.
По време на полета са планирани три космически разходки за закрепване на двете платформи ELC-1 и ELC-2 на специално предназначени за това места на ферми S3 и P3.
Със совалката се завръща на Земята члена на Експедиция 21 Никол Стот, която е в космоса от края на август. Това е последния полет на совалка, свързан със замяна на екипажа на МКС. След това всеки астронавт, пристигащ или отлитащ от станцията ще лети с руския кораб Союз, за което НАСА ще заплаща по 50 млн. долара за всяко място.
По препоръка на комисията, разследваща катастрофата на совалката „Колумбия“ в случай на повреда на совалката Атлантис и невъзможност за безопасно завръщане на екипажа на Земята се предвиждало той да остане на борда на МКС и да дочака спасителен полет STS-330 на совалката Индевър.

## Параметри на мисията
Скачване с „МКС“
- Скачване: 18 ноември 2009, 16:51 UTC
- Разделяне: 25 ноември 2009, 09:24 UTC
- Време в скачено състояние: 6 денонощия, 17 часа, 2 минути.

### Космически разходки
| № | Участници                       | Начало                    | Край                      | Продължителност  |
| - | ------------------------------- | ------------------------- | ------------------------- | ---------------- |
| 1 | Майкъл Форман и Робърт Сетчър   | 19 ноември 2009 14:24 UTC | 19 ноември 2009 21:01 UTC | 6 часа 37 минути |
| 2 | Майкъл Форман и Рандолф Брезник | 21 ноември 2009 14:31 UTC | 21 ноември 2009 20:39 UTC | 6 часа 8 минути  |
| 3 | Робърт Сетчър и Рандолф Брезник | 23 ноември 2009 13:24 UTC | 23 ноември 2009 19:06 UTC | 5 часа 42 минути |

Това са 134-, 135- и 136-то излизане в открития космос, свързано с МКС, 4- и 5-то излизане за Майкъл Форман, и първи две излизания за Робърт Сетчър и Рандолф Брезник.

## Галерия
- Совалката пред хангара за подготовка за полет.
- „Атлантис“ на стартовата площадка.
- Старта на совалката.
- Снимка на резервоара след освобождаването му.
- Поглед към товарния отсек на фона на Земята.
- Совалката се приближава към МКС.
- Майкъл Форман в открития космос.
- Снимка на екипажите на совалката и МКС.
- Совалката след отделянето от МКС.
- Приземяването.